# Peter Gustav Lejeune Dirichlet

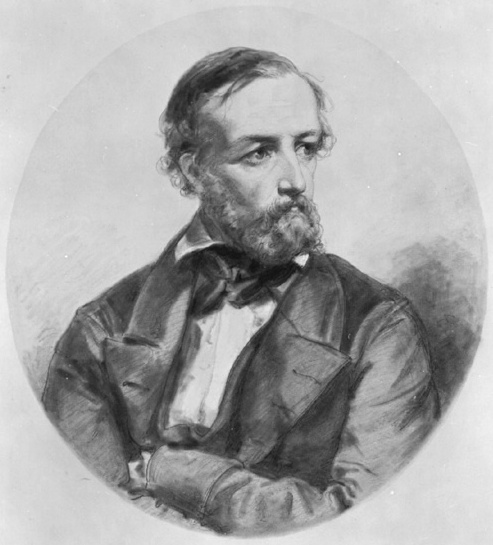
Peter Gustav Lejeune Dirichlet

Johann Peter Gustav Lejeune Dirichlet ([ləˈʒœn diʀiˈkleː] oder [ləˈʒœn diʀiˈʃleː]; * 13. Februar 1805 in Düren; † 5. Mai 1859 in Göttingen) war ein deutscher Mathematiker.
Dirichlet lehrte in Berlin und Göttingen und arbeitete hauptsächlich auf den Gebieten der Analysis und der Zahlentheorie.

## Leben
Dirichlets Großvater stammte aus Verviers (heute Belgien, damals Hochstift Lüttich) und siedelte nach Düren über, wo er eine Tochter einer Dürener Familie heiratete. Der Vater des Großvaters trug als erster zur Unterscheidung von seinem Vater den Namen Lejeune Dirichlet („der junge Dirichlet“). Der Name Dirichlet entstand aus Le jeune de Richelette („der Junge aus Richelette“) nach einem kleinen, heute belgischen Ort, worauf sich die Aussprache [ləˈʒœn diʀiˈʃleː] gründet.
Mit zwölf Jahren besuchte Dirichlet zunächst das heute so benannte Beethoven-Gymnasium Bonn. In dieser Zeit wurde er von Peter Joseph Elvenich, einem Bekannten der Familie Dirichlet, betreut. Zwei Jahre später wechselte er zum Marzellen-Gymnasium in Köln, wo er von 1819 bis 1821 unter anderem von Georg Simon Ohm unterrichtet wurde. Im Mai 1822 begann er ein Mathematikstudium in Paris und traf dort mit den bedeutendsten französischen Mathematikern dieser Zeit – unter anderem Jean-Baptiste Biot, Joseph Fourier, Louis-Benjamin Francoeur, Jean Nicolas Pierre Hachette, Pierre-Simon Laplace, Sylvestre Lacroix, Adrien-Marie Legendre und Siméon Denis Poisson – zusammen.
1825 machte er erstmals auf sich aufmerksam, indem er zusammen mit Adrien-Marie Legendre für den Spezialfall {\displaystyle n=5} die Fermatsche Vermutung bewies: Für {\displaystyle n>2} existiert keine nichttriviale ganzzahlige Lösung der Gleichung
{\displaystyle a^{n}+b^{n}=c^{n}}. Später lieferte er noch einen Beweis für den Spezialfall {\displaystyle n=14};  die Allgemeingültigkeit dieses Satzes konnte erst 1994 bewiesen werden.
1827 wurde er von der Universität Bonn ehrenhalber promoviert. Ebenfalls 1827 habilitierte er sich auf Empfehlung Alexander von Humboldts als Privatdozent an der Universität Breslau. 1828 zog ihn Alexander von Humboldt nach Berlin. Hier unterrichtete er zunächst an der allgemeinen Kriegsschule, und später lehrte er an der Bauakademie. 1829 wurde er Privatdozent, 1831 a.o. Professor und 1839 o. Professor der Mathematik an der Berliner Friedrich-Wilhelms Universität. 1832 wurde er zum Mitglied der Preußischen Akademie der Wissenschaften gewählt. Seit 1833 war er Mitglied der Académie des sciences in Paris, seit 1837 der Russischen Akademie der Wissenschaften in St. Petersburg und seit Dezember 1855 der Académie royale de Belgique.

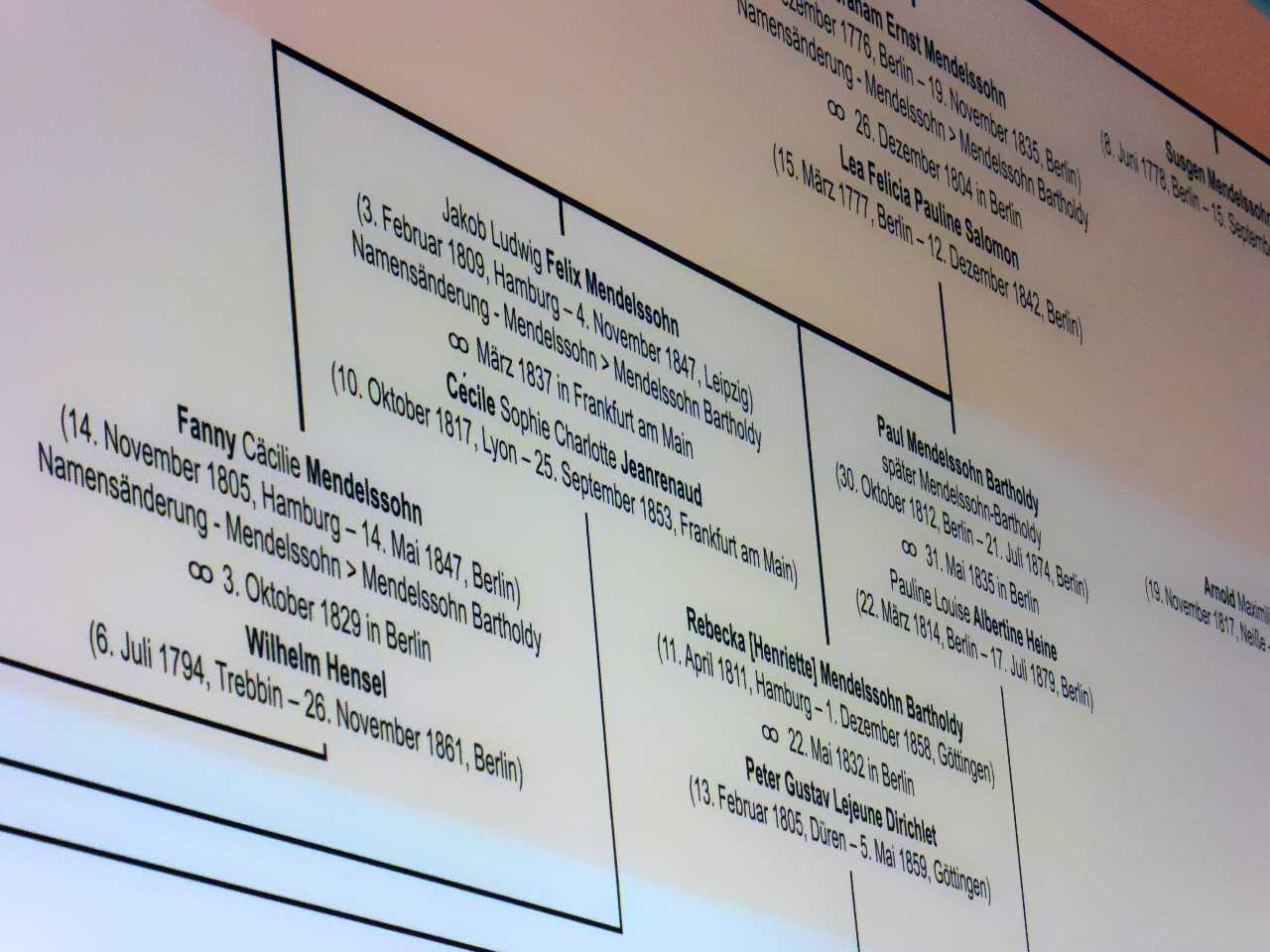
Ausschnitt aus dem Stammbaum der Mendelssohn-Familie mit Dirichlet an der Wand der Dauerausstellung in der ehemaligen Kapelle auf dem Dreifaltigkeitsfriedhof I in Berlin-Kreuzberg

Dirichlet heiratete am 22. Mai 1832 Rebecka Henriette Mendelssohn, eine Schwester der Komponistin Fanny Hensel und des Komponisten Felix Mendelssohn Bartholdy. Ihre Tochter Florentine war die Mutter der Sozialpolitikerin Marie Baum, ein Sohn des Paares war der Landwirt Walter Lejeune Dirichlet, ein Urenkel der Philosoph Leonard Nelson.
Er war seit 1846 auswärtiges und seit 1855 ordentliches Mitglied der Göttinger Akademie der Wissenschaften. Der Bayerischen Akademie der Wissenschaften gehörte er seit 1854 als auswärtiges Mitglied an. 1855 trat er in Göttingen als Professor der höheren Mathematik die Nachfolge von Carl Friedrich Gauß an. Diese Position hatte er bis an sein Lebensende 1859 inne.
Dirichlet forschte im Wesentlichen auf den Gebieten der partiellen Differentialgleichungen, der bestimmten Integrale und der Zahlentheorie. Er verknüpfte die bis dahin getrennten Gebiete der Zahlentheorie und der Analysis. Dirichletreihen sind als Verallgemeinerung der Betafunktion nach ihm benannt. Er gab Kriterien für die Konvergenz von Fourierreihen und bewies die Existenz von unendlich vielen Primzahlen in arithmetischen Progressionen, bei denen das erste Glied teilerfremd zur Differenz aufeinanderfolgender Glieder ist. Nach ihm benannt ist der dirichletsche Einheitensatz über Einheiten in algebraischen Zahlkörpern. Seine neue Art von Betrachtungen der Potentialtheorie wurden später von Bernhard Riemann verwendet und weiterentwickelt. Er beschäftigte sich auch mit mathematischer Physik (unter anderem Gleichgewichtsfiguren rotierender Flüssigkeiten). Das nach Dirichlet benannte Variationsprinzip wurde später von Ray William Clough (1920–2016) u. a. zur Grundlegung der Finite Elemente Methode (FEM) herangezogen. Seine Vorlesungen über Zahlentheorie wurden nach seinem Tod von Richard Dedekind herausgegeben und mit einem berühmten eigenen Anhang versehen. Dirichlet war zu seiner Zeit für die (nach damaligen Verhältnissen) Strenge seiner Beweise bekannt. Carl Gustav Jacobi schrieb in einem Brief an Alexander von Humboldt am 21. Dezember 1846: „Wenn Gauß sagt, er habe etwas bewiesen, ist es mir sehr wahrscheinlich, wenn Cauchy es sagt, ist ebensoviel pro wie contra zu wetten, wenn Dirichlet es sagt, ist es gewiß.“

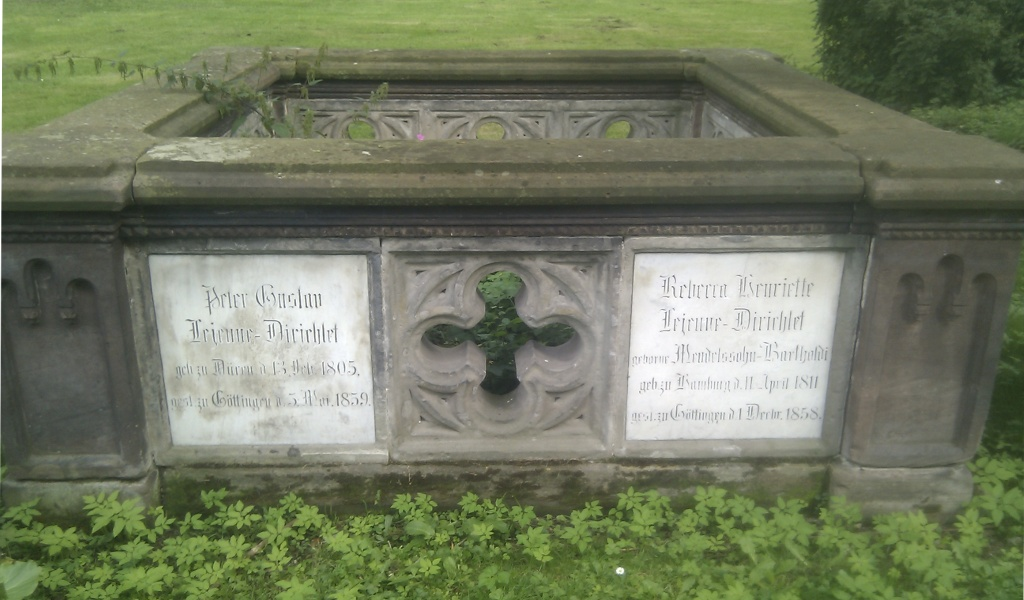
Grabstätte von Peter Gustav Lejeune Dirichlet

Zu seinen Schülern gehörten neben Dedekind auch Bernhard Riemann, Gotthold Eisenstein, Rudolf Lipschitz und Hans Sommer.
In Dirichlets Haus in Göttingen musizierten der Geiger Joseph Joachim und Agathe von Siebold, die zeitweilige Verlobte von Brahms. Dort besuchte ihn im Juni 1856 Karl August Varnhagen von Ense aus Berlin und beschrieb in seinen Tagebüchern das Haus, den Garten und dessen Pavillon.
Dirichlet wurde auf dem Bartholomäusfriedhof in Göttingen beigesetzt.
An der Weierstraße 11 in Düren, wo Dirichlets Geburtshaus stand, erinnert eine Gedenktafel an Dirichlet. Der Dirichletweg in Düren ist nach ihm benannt.

## Verfahren, die auf Dirichlet zurückgehen oder nach ihm benannt sind
- Dirichletscher Approximationssatz
- Dirichlet-Bedingung
- Dirichletsche Betafunktion
- Dirichlet-Funktion (oder auch Dirichletsche Sprungfunktion)
- Dirichlet-Kern
- Dirichletscher Primzahlsatz
- Dirichlet-Prinzip
- Dirichlet-Randbedingung
- Dirichletreihe
- Dirichlet-Verteilung
- Schubfachprinzip
- Dirichlet-Zerlegung
- Konvergenzkriterium von Dirichlet
- Dirichlet-Faltung (siehe Zahlentheoretische Funktion#Faltung)
- Dirichletsche L-Funktionen
- Dirichlet-Charaktere
- Dirichletsche η-Funktion
- Dirichletscher Einheitensatz
- Dirichletsches Teilerproblem
- Klassenzahlformel
- Dirichletsche Lambdafunktion

## Werke
- Sur la convergence des séries trigonométriques qui servent à représenter une fonction arbitraire entre des limites données, Journal für reine und angewandte Mathematik 4, 1829, S. 157–169; bei Google Books; arxiv:0806.1294
- Beweis des Satzes, dass jede unbegrenzte arithmetische Progression, deren erstes Glied und Differenz ganze Zahlen ohne gemeinschaftlichen Factor sind, unendlich viele Primzahlen enthält. Abhandlungen der Königlichen Preußischen Akademie der Wissenschaften zu Berlin, 1837, S. 45–71.

### Postumherausgegeben
- Richard Dedekind (Hrsg.): Untersuchungen über ein Problem der Hydrodynamik. Abhandlungen der Königlichen Gesellschaft der Wissenschaften in Göttingen 8, 1860, S. 3–42.
- Richard Dedekind (Hrsg.): Vorlesungen über Zahlentheorie. Friedrich Vieweg und Sohn, Braunschweig 1863 1871 1879 1894 (nach Vorlesungen Dirichlets vom Winter 1856/57 herausgegeben und ergänzt von Richard Dedekind) archive.org bei Google Books: 1. Auflage; im Internet-Archiv: 2. 2. 2. 2. 3. 3. 3. 3. 4. 4. Auflage; beim GDZ: 2. Auflage
- F. Grube (Hrsg.): Vorlesungen über die im umgekehrten Verhältniss des Quadrats der Entfernung wirkenden Kräfte. B. G. Teubner, Leipzig 1876 1887 (nach Vorlesungen Dirichlets vom Winter 1856/57; im Internet-Archiv: 1. 1. Auflage; bei der Cornell University: 2. Auflage)
- G. Lejeune Dirichlet’s Werke. In zwei Bänden, Georg Reimer, Berlin
  - Leopold Kronecker (Hrsg.): Erster Band, 1889 (mit Bildnis; im Internet-Archiv, dito)
  - Leopold Kronecker, Lazarus Fuchs (Hrsg.): Zweiter Band, 1897 (im Internet-Archiv)
- Kurt-R. Biermann (Hrsg.): Briefwechsel zwischen Alexander von Humboldt und Peter Gustav Lejeune Dirichlet, Akademie-Verlag, Berlin 1982

## Ehrungen
Nach Dirichlet benannt ist die Pflanzengattung Dirichletia Klotzsch aus der Familie der Rötegewächse (Rubiaceae). 1970 wurde ein Mondkrater nach ihm benannt und 1999 wurde der Asteroid (11665) Dirichlet nach ihm benannt.